# Mojave 3
Mojave 3 ist eine britische Band, die 1995 aus der Shoegazing-Band Slowdive hervorging, nachdem diese von ihrem Plattenlabel Creation Records fallen gelassen worden war.
Die Gruppe besteht aus Neil Halstead (Gesang, Gitarre), Rachel Goswell (E-Bass, Gesang), Ian McCutcheon (Schlagzeug), Simon Rowe (Gitarre) und Alan Forrester (Piano, Keyboards). Musikalisch hat sich die Band von dem atmosphärischen Gitarrenteppich der Shoegazing-Periode wegbewegt und sich dem Folk genähert, mögliche Vergleiche wären etwa Mazzy Star, Neil Young oder Nick Drake.

## Diskografie
- Ask Me Tomorrow (1995; 4AD)
- Out of Tune (1998; 4AD)
- Excuses for Travellers (2000; 4AD)
- Spoon and Rafter (2003; 4AD)
- Puzzles Like You (2006; 4AD)

2002 veröffentlichte Neil Halstead, der für den Großteil des Songmaterials von Mojave 3 verantwortlich zeichnet, das Soloalbum Sleeping on Roads. Rachel Goswell brachte 2004 ebenfalls ein Soloalbum mit dem Titel Waves Are Universal heraus.